# الویرا لیندو
الویرا لیندو (اسپانیایی: Elvira Lindo‎؛ زادهٔ ۲۳ ژانویهٔ ۱۹۶۲ در کادیز، اسپانیا) بازیگر، نویسنده، فیلم‌نامه‌نویس، روزنامه‌نگار، و نویسنده کودکان اهل اسپانیا است.
الویرا لیندو ژانویه ۱۹۶۲ در کادیس در اسپانیا به دنیا آمد و بعد از ده بار نقل مکان به جاهای مختلف، وقتی که دوازده ساله بود، بالاخره در مادرید ساکن شد و در آنجا در دانشگاه کمپلوتنسه مادرید در رشته روزنامه‌نگاری تحصیل کرد. از آنجایی که کار خود را در تلویزیون و رادیو به عنوان گوینده، بازیگر و فیلم نامه نویس آغاز کرد او مدرک خود را نگرفت.
اولین رمان او بر یکی از شخصیت‌های رادیویی داستانی‌اش استوار بود، که مادرلینو (madrileño) پسر مانلیتپ گافتواس که به یک کلاسیک اسپانیایی ادبیات کودکان تبدیل شده‌است. مانولینو پسر یک کامیون‌دار است و در محله کارگری کاربانچل زندگی محقری دارد. این شخصیت قهرمان در چندین رمان اول شخص بود که با سبکی استوار نوشته شده‌اند که شامل شوخ‌طبعی، کنایه و انتقادات تند اجتماعی است.
لیندو همچنین رمان‌ها و نمایشنامه‌ها و او فیلمنامه‌هایی برای بزرگسالان نوشته‌است. . او همچنین فیلمنامه Plenilunio را از رمان همسرش، آنتونیو مونوز مولینا اقتباس کرده‌است.
از زمانی که همسرش آنتونیو موزوز مولینا به سمت مدیر انستیتو سروانتس شهر نیویورک منصوب شد، لیندو در شهر نیویورک زندگی می‌کرد. او اغلب در روزنامه اسپانیایی زبانال پائیس، در سرمقاله‌ها مشارکت می‌کند و به صورت افتخاری برای مجلات و روزنامه‌های دیگر می‌نویسد.
در سال ۱۹۹۸ به لیندو جایزه Premio Nacional de Literatura Infantil y Juvenil (جایزه ملی ادبیات کودک و نوجوان) برای کتاب Los trapos sucios de Manolito Gafotas اعطا شد، و او جایزه Premio Biblioteca Breve را برای رمان بزرگسالان خود Una palabra tuya دریافت کرد. کتاب بعدی او، Lo que me queda por vivir در ۳ سپتامبر ۲۰۱۰ منتشر شد.